# Erich Hoffmann (Historiker)
Erich Hoffmann (* 16. Juli 1926 in Flensburg; † 17. Dezember 2005 in Kronshagen) war ein deutscher Historiker.

Erich Hoffmann stammte aus einer humanistisch und protestantisch geprägten Pastoren- und Lehrerfamilie. Sein Vater war der Oberstudienrat Erich Hoffmann. Hoffmann legte das Abitur im Januar 1944 am Alten Gymnasium Flensburg ab. Aus gesundheitlichen Gründen musste er keinen Kriegsdienst leisten. Im Wintersemester 1945/46 begann er das Studium der Geschichte, Theologie und Geographie an der Universität Kiel. Hoffmann war ein akademischer Schüler von Karl Jordan. Bei Jordan wurde er im Wintersemester 1950/51 promoviert mit einer Arbeit über die Herkunft des Bürgertums in den Städten des Herzogtums Schleswig vor der Mitte des 18. Jahrhunderts. Im Jahr 1953 legte er das Erste Staatsexamen für das Höhere Lehramt ab. Zwei Jahre später bestand er das Zweite Staatsexamen. Hoffmann war von 1955 bis 1969 als Lehrer am Kieler Humboldt-Gymnasium tätig. Als Oberstudienrat kehrte er an die Kieler Universität zurück. Seine Habilitation erfolgte 1972 über Königserhebung und Thronfolgeordnung in Dänemark bis zum Ausgang des Mittelalters. 1976 wurde er zum außerplanmäßigen Professor ernannt. Er lehrte von 1978 bis 1991 als Nachfolger von Christian Degn als Professor für Schleswig-Holsteinische Geschichte an der Universität Kiel. Als akademischer Lehrer hat er 19 Dissertationen betreut. Von 1979 bis 2004 war er im Vorstand der Gesellschaft für Schleswig-Holsteinische Geschichte und davon zwanzig Jahre als stellvertretender Vorsitzender tätig.
Hoffmann legte über 150 Veröffentlichungen vor. Seine Arbeitsschwerpunkte waren neben der schleswig-holsteinischen Landesgeschichte, die mittelalterliche Stadtgeschichte und die mittelalterliche Geschichte Skandinaviens. Wichtige Arbeiten veröffentlichte Hoffmann zur Geschichte Schleswig-Holsteins in der Reformationszeit und im 17. Jahrhundert. Außerdem arbeitete er seit den 1980er Jahren zur Geschichte der ständischen Repräsentation und des Parlamentarismus in Schleswig-Holstein. Er legte einschlägige Studien zu Fragen der Stammesbildung, der Herrschaftslegitimation und zum holsteinischen „Volksadel“ vor. Hoffmann stand im regen Austausch mit der dänischen Mediävistik. Eng verbunden fühlte sich Hoffmann mit seiner Heimatstadt Flensburg und Nordschleswig. Dies wird deutlich an seiner Arbeit im „Flensburger Arbeitskreis für Stadt- und Regionalgeschichte“ und seinen Beiträgen zur Flensburger Stadtgeschichte und zur Entstehung des nordschleswigschen Deutschtums. Eine enge Kooperation führte er mit dem Kopenhagener Mediävisten Niels Skyum-Nielsen. Ein Ergebnis dieses Austausches war der umfassende Aufsatz Beiträge zum Problem des „Volksadels“ in Nordelbingen und Dänemark, der 1975 in der Zeitschrift der Gesellschaft für Schleswig-Holsteinische Geschichte veröffentlicht wurde. Hoffmann war Mitglied der Königlichen Dänischen Akademie der Wissenschaften in Kopenhagen und der Kommission für die Altertumskunde Mittel- und Nordeuropas der Göttinger Akademie der Wissenschaften. Ihm wurde die Schleswig-Holstein-Medaille des Landes Schleswig-Holstein und die Lornsen-Kette des Schleswig-Holsteinischen Heimatbundes verliehen.

## Schriften (Auswahl)
Ein Schriftenverzeichnis erschien in: Werner Paravicini (Hrsg.) unter Mitwirkung von Frank Lubowitz und Henning Unverhau: Mare Balticum. Beiträge zur Geschichte des Ostseeraums in Mittelalter und Neuzeit. Festschrift zum 65. Geburtstag von Erich Hoffmann. Thorbecke, Sigmaringen 1992, ISBN 3-7995-7069-1, S. 493–502.
Monographien
- Spätmittelalter und Reformationszeit. In: Olaf Klose (Hrsg.): Geschichte Schleswig-Holsteins. Bd. 4/2, Wachholtz, Neumünster 1990.
- Königserhebung und Thronfolgeordnung in Dänemark bis zum Ausgang des Mittelalters (= Beiträge zur Geschichte und Quellenkunde des Mittelalters. Bd. 5). de Gruyter, Berlin u. a. 1976 (Teilweise zugleich: Kiel, Universität, Habilitations-Schrift, 1972).
- Die Herkunft des Bürgertums in den Städten des Herzogtums Schleswig (= Quellen und Forschungen zur Geschichte Schleswig-Holsteins. Bd. 27). Wachholtz, Neumünster 1953 (Zugleich: Kiel, Universität, Dissertation), ISBN 3-11-005917-7.

Herausgeberschaften
- mit Peter Wulf: „Wir bauen das Reich.“ Aufstieg und erste Herrschaftsjahre des Nationalsozialismus in Schleswig-Holstein (= Quellen und Forschungen zur Geschichte Schleswig-Holsteins. Bd. 81). Wachholtz, Neumünster 1983, ISBN 3-529-02181-4.